# Depot I von Slaný
Das Depot I von Slaný (auch Hortfund I von Slaný) ist ein Depotfund der frühbronzezeitlichen Aunjetitzer Kultur aus Slaný im Středočeský kraj, Tschechien. Es datiert in die Zeit zwischen 2000 und 1800 v. Chr. Das Depot befindet sich heute im Nationalmuseum in Prag.

## Fundgeschichte
Das Depot wurde im Mai oder Juni 1896 östlich von Slaný bei einer archäologischen Grabung an der Ostseite des Slánská hora (Salzberg) entdeckt. Das Gebiet war in der Bronzezeit sehr dicht besiedelt, aber auch ältere Besiedelungsspuren aus der Jungsteinzeit und der Kupferzeit sowie jüngere aus der Eisenzeit und dem Mittelalter sind nachgewiesen. Das Depot lag in einer Tiefe von 2 m. 20 cm darüber lagen zwei Basalt-Steine, eventuell als Abdeckung. Auf gleicher Höhe wie die Funde wurde in nur 0,5–1 m Abstand eine Feuerstelle aufgedeckt, bei der Tierknochen, Hirschgeweih und eine Bronze-Perle gefunden wurden. Ob ein direkter Zusammenhang zum Depot besteht, ist unklar.
Vom Salzberg stammen noch drei weitere Depotfunde (II, III und IV) sowie mehrere Einzelfunde der Aunjetitzer Kultur.

## Zusammensetzung
Das Depot besteht aus fünf bronzenen Randleistenbeilen, die zwei unterschiedlichen Typen angehören. Die Beile lagen angeordnet. Zuunterst lagen drei und auf ihnen die beiden anderen. Alle Beile zeigten in die gleiche Richtung.